# Estação Hakaniemi
Hakaniemi é uma estação das 30 estações da linha única do Metro de Helsínquia.